# فیض‌الله کاکر
فیض‌الله کاکر (پشتو: فیض الله کاکر) (متولد ۲۴ دسامبر ۱۹۵۰)، یک همه‌گیرشناس بازنشستهٔ افغان است. او در ۳۰ مارس ۲۰۲۰ از خدمات ملکی بازنشسته شد. وی قبلاً در سمت‌های رئیس دفتر رئیس‌جمهوری اشرف غنی، سفیر افغانستان در قطر، مشاور رئیس‌جمهوری در بخش سلامت و آموزش و پرورش و معین وزارت صحت عامه جمهوری اسلامی افغانستان خدمت کرده بود. کاکر همچنین قبلاً به عنوان هماهنگ‌کننده ملی ریاست جمهوری برای محو فلج اطفال از افغانستان که بخشی از تلاش‌های بنیاد بیل و ملندا گیتس برای محو فلج اطفال بود، خدمت می‌کرد. کاکر در سطح بین‌المللی در مورد چالش‌های که افغانستان با آن موجه است نوشته و صحبت نموده‌است، از جمله بیماری‌های همه‌گیر، مرگ و میر مادران و خطرات علف کُش که برای محو خشخاش استفاده می‌شوند.

## تحصیلات
کاکر دوره مدرسه را در دبیرستان عالی حبیبیه در شهر کابل، افغانستان به اتمام رساند. او در ۱۹۷۵ میلادی مدرک لیسانس خود را در رشته زیست‌شناسی از کالج ایرلهام در ریچموند، ایندیانا گرفت. کاکر در سال ۱۹۷۷ فوق لیسانس خود را در رشته سم‌شناسی از دانشگاه ایندیانا در اندیاناپلیس به‌دست‌آورد. کاکر در ۱۹۸۲ میلادی دکترای خود را در رشته همه‌گیرشناسی در دانشگاه واشینگتن، سیاتل، واشینگتن به اتمام رساند. وی از ۱۹۸۱ تا ۱۹۸۸ میلادی در هیئت مدرسه اسلامی سیاتل، واشینگتن خدمت کرد.

## حرفه
کاکر از ۱۹۸۴ تا ۱۹۸۶ میلادی به عنوان استاد کمکی کلینیکی در دانشکده همه‌گیرشناسی دانشگاه واشینگتن کار کرد. وی در ۱۹۸۶ میلادی به عنوان دانشمند موقتی در واحد تحقیقات کنترل سرطان، مرکز تحقیقی سرطان فرید هاتچنسون در سیاتل، واشینگتن استخدام گردید.
او در ۱۹۸۸ میلادی به پیشاور، پاکستان نقل مکان کرد و سازمان شورای تحقیقی و مشورتی افغانستان (RACA) را تأسیس کرد. در اوایل، وی به عنوان رئیس عمومی ریاست طب وقایوی وزارت صحت عامه دولت اسلامی موقت افغانستان خدمت کرد. در ۱۹۹۰ میلادی، کاکر به عنوان رئیس دانشکده طب، سپس معاون عمومی دانشگاه و بعداً الی ۱۹۹۶ میلادی به عنوان رئیس دانشگاه اسلامی افغانستان (IUA) در پیشاو، پاکستان خدمت نمود. کاکر همچنین از ۱۹۹۳ تا ۱۹۹۵ میلادی به عنوان معین وزارت صحت عامه دولت اسلامی افغانستان در کابل خدمت کرد.
کاکر در ۱۹۹۷ میلادی به اسلام‌آباد، پاکستان رفت و در آنجا از طرف سازمان ملل متحد به عنوان افسر طبی/ همه‌گیرشناس سازمان جهانی بهداشت (WHO) انتخاب شد. کاکر نخستین کسی بود که اصطلاح «سیستم هشدار اولیه امراض» (DEWS) را به‌کار برده و آن را در پاکستان توسعه داد، این سیستم حالا در سراسر دنیا شناخته شده و در بسیاری کشورها کاپی شده‌است.
کاکر بار دیگر در ۲۰۰۵ میلادی به عنوان معین وزارت صحت عامه در دولت جمهوری اسلامی افغانستان در کابل گماشته شد و برای ۵ سال آنجا کار کرد. کاکر با گردپاشی زمین توسط علف کُش به‌خاطر محو خشخاش مخالفت نمود، بعداً ثابت شد که استفاده از آن‌ها برای انسان‌ها سرطان زا است.
وی در ۲۰۰۹ میلادی به عنوان مشاور-وزیر رئیس‌جمهور در امور سلامت و آموزش و پرورش ارتقا یافت. در ۲۰۱۲ میلادی، او همچنین به عنوان هماهنگ‌کننده ریاست جمهوری برای محو فلج اطفال گماشته شد که سمتی با حمایت جهانی بود، چون افغانستان هنوز هم یکی از سه کشور در دنیا است که شیوع بومی فلج اطفال در آن وجود دارد.
کاکر در ۲۰۱۶ میلادی به عنوان سفیر افغانستان در دوحه پایتخت قطر گماشته شد، وی در آنجا از نزدیک با جوانب مرتبط کار کرد تا از تلاش‌های صلح در افغانستان حمایت نماید.

## جوایز
1. جایزه از طرف واحد پژوهش تغذیه کلینیکی دانشگاه واشینگتن برای پژوهش روی تعامل میان سلنیم و اسیدهای چرب اومیگا-۳ در رابطه به سرطان سینه، ۱۹۸۶ میلادی.
2. جایزه از طرف مؤسسه ملی سرطان ایالات متحده برای تحقیق روی این‌که آیا کارنیتین می‌تواند به عنوان نشان‌گرِ بایوشیمی از مقدار مصرف چربی خوراکی عمل کند یا خیر، ۱۹۸۸ میلادی.
3. جایزه از طرف سازمان جهانی بهداشت برای آزمایش نمودن یک روش گردآوری آمار حیاتی در افغانستان، ۱۹۹۰ میلادی.
4. جایزه از طرف صندوق کودکان ملل متحد (UNICEF) برای برگزاری نظر سنجی‌ها در مورد معرِف‌های مرگ و میر اطفال در افغانستان، ۱۹۹۴ میلادی.

## آثار
1. فیض الله کاکر. توصیه‌های عملی برای بهداشت بهتر (فارسی). ۱۳۲ صفحه. آپریل ۲۰۱۴. انتشارات عازم، کابل.
2. آنبراسی ادورد، ببنای کمار، فیض الله کاکر، احمد شاه صالحی، گلبرت برنهام، دیوید اچ. پیترز. ترتیب کارت‌های امتیاز متوازن برای اندازه‌گیری عمل‌کرد سیستم بهداشت: شواهد از ۵ سال ارزیابی در افغانستان. PloS میدیسین ۲۰۱۱. ژوئیه؛ 8 (7): e1001066. Epub ۲۰۱۱، ۲۶ ژوئیه.
3. لیسلی تی، CA قصر سفید، ینگست اس، بلادوین سی، کاکر اف، مفلح جی، حامی ای اس، مصطفی ال، عمر اف، ایازی اِی، روسی سی، نورمال بی، زیار ان، کاکر آر. شیوع ورم معده و روده به علت یرسینا پستیس در افغانستان. اپیدومیل انفیکت. ماه می ۲۰۱۱؛ ۱۳9 (5): ۷۲۸ – ۷۳۵.
4. فیض الله کاکر، ظریف اکبریان، تابی لیسلی، میر لیس مصطفی، جان واتسون، هانس پی. وان اگموند، محمد فهیم عمر و جواد مفلح. شیوع مرض انسداد وریدی کبد در جنوب افغانستان به دلیل قرار گرفتن در معرض آرد آلوده با آلکالوئیدهای پایرولیزیدین. ژورنال آف تاکسولوجی ۲۰۱۰. ۲۸؛ 2010: 313280. Epub، ۲۸ ژوئن ۲۰۱۰.
5. تارانی کانداسمی، ریچارت جی. گویدوتی، آنا پی. بیتران، جینیفر هارسی-ریکویجو، فریما حکیمی، پاول اف. وان لوک، اف. کاکر. سیستم نظارت بر زایمان به‌وسیله عمل سزارین در بیمارستان نسائی در کابل، افغانستان. ژورنال بین‌المللی نسائی و ولادی، ۱۰۴: ۱۴ – ۱7 (2009)
6. گویدوتی، ریچارد جی. کانداسمی، تارانی، بیتران، آنا پیلار، میریالدی، ماریو، حکیمی، فریما، وان لوک، پاول و فیض الله کاکر. نظارت بر پیامدهای پیرازایشی در بیمارستان‌های کابل، افغانستان: مرحله اول فرایند تضمین کیفیت. ژورنال مادر-نوزاد و طب نوزاد، ۲۰۰۹. آپریل؛ ۲2 (4): ۲۸۵ – ۲۹۲.
7. فیض الله کاکر، عبدالحمید احمدزی، نجیب الله حبیب، اسدالله تقدیر، فریدریک هارتمن. یک واکنش موفق به شیوع کلرا در افغانستان. دکتر گرمسیر، ۲۰۰۸. ژانویه؛ ۳8 (1): ۱۷–۲۰.
8. دیوید اچ پیترز، عیان احمد نور، لکویندر پی سنگ، فیض الله کاکر، پیتر ام هانسن، گلبرت برنهام. یک کارت‌امتیاز متوازن برای خدمات بهداشت در افغانستان. سازمان بهداشت جهانی بول، ۲۰۰۷. فبروری؛ ۸5 (2): ۱۴۶ – ۱۵۱.
9. فیض الله کاکر. ۲۰۰۵. امراض ساری در جریان جنگ افغانستان و بحران بقا: سیستم‌ها و جوامع چگونه با بی‌ثباتی، ناامنی و بیماری مقابله می‌کنند. ورکشاپ از ۳ تا ۷ آوریل ۲۰۰۲، مرکز کنفرانس بین‌المللی، مانیل، فیلیپین. ایدس پیلار راموس-جیمینیز، جانیس سومرفیلد، انتونی زوی. مانیل: SDRC, CLA، دانشگاه دیلا سیل.
10. عطار سعید دل، فیض الله کاکر، محمد نجیب درانی، جلیل کامران، ظفر تور. کنترل و نظارت بر بیماری، انتشار مشترک توسط اتاق تحقیق اپیدمی مؤسسه ملی صحت، وزارت صحت عامه، دولت پاکستان، سازمان جهانی بهداشت و سیستم نظارت و هشدار جهانی امراض ساری (GIDSAS) دانشگاه جان هاپکنز، ایالات متحده، جلد-۴: ۱، ژانویه-مارس ۲۰۰۴.
11. غزاله اشفاق، فیض الله کاکر، مقبول احمد. ارتباط عقیم‌سازی لولهٔ یا جراحی بطنی با سایر امراض نسایی. ژورنال پژوهش طبی پاکستان. اکتبر – دسامبر ۲۰۰۵؛ ۴4 (4): ۱۵۲ – ۱۵۵، ۲۰۰۵.
12. غزاله اشفاق، فیض الله کاکر، مبول احمد. عقیم سازی زنان و تأثیر آن بر سلامت زن. ژورنال پژوهش طبی پاکستان. اکتبر – دسامبر ۲۰۰۳؛ ۴2 (4)، ۲۰۰۳.
13. الطاف حسین بوسان، همایون اصغر، عطار سعید دل، فیض الله کاکر، ارتضا احمد، آغا صدرالدین. مورد شاخص کوچی مسئول شیوع تب خونریزی‌دهنده کریمه-کنگو در پشین. ژورنال پژوهش طبی پاکستان. اکتبر – دسامبر ۲۰۰۳؛ ۴2 (4): ۲۰۰ – ۲۰۱، ۲۰۰۳.
14. الطاف حسین بوسان، همایون اصغر، عطار سعید دل، فیض الله کاکر، ظفر تور، ارشد الطاف، عارف سروری، آمنه رهانا صدیقی. شیوع تب خونریزی‌دهنده کریمه-کنگو (CCHF) در کراچی. ژورنال پژوهش طبی پاکستان. ژانویه – مارس ۲۰۰۲؛ ۴1 (1): ۳۶ – ۳۸.
15. آغا محبوب، رضا ملک، قیس محمد سکندر، زاهد اسحق، فیض الله کاکر. نظرسنجی متخصصین شخصی در پاکستان پیرامون دانش، رویه و عمل‌کرد آن‌ها در گزارش‌دهی امراض. ژورنال پژوهش طبی پاکستان. ژانویه – مارس ۲۰۰۰؛ ۳9 (1)؛ ۲۶ – ۲۹؛ ۴2 (4): ۲۰۰ – ۲۰۱، ۲۰۰۳.
16. الطاف حسین بوسان، امان‌الله، عطار سعید دل، فیض الله کاکر، آغا صدرالدین. اثربخشی معالجه درون-زخمی لیشمانویز پوستی با گلوکانتایم. ژورنال پژوهش طبی پاکستان. جلد ۴۱، شماره ۲، ۲۰۰۲.
17. الطاف حسین بوسان، عطار سعید دل، فیض الله کاکر، ظفر تور، ارشد الطاف، عارف سروری، امان رهانا صدیقی. میزان مرگ و میر ناشی از سرخکان در میان کودکان مهاجر افغان. ژورنال پژوهش طبی پاکستان. جلد ۴۱، شماره ۳، ۲۰۰۲.
18. الطاف حسین بوسان، همایون اصغر، عطار سعید دل، فیض الله کاکر، ظفر تور، ارشد الطاف، عارف سروری، آمنه رهانا صدیقی. شیوع تب خونریزی‌دهنده کریمه-کنگو در کراچی. ژورنال پژوهش طبی پاکستان. جلد ۴۱، شماره ۱. ۳۶ – ۳۸. ۲۰۰۲.
19. آغا MA، سکندر QM، فیض الله کاکر، اسحاق Z. شیوع شدید گاستروانتریت در راولپندی. ژورنال پژوهش طبی پاکستان، ۲۰۰۰؛ ۳۹: ۱۲۷–۱۲۹
20. فیض الله کاکر، باسانی، رومر، CJ، گون، SWA. پیامد ماین‌های مین بر بهداشت عامه. ژورنال طب بلایاو پیش‌بیمارستانی. ۱1 (1):۲، ۲–۱۰، ۱۹۹۶.
21. فیض الله کاکر، کاکر SR. معرف‌های امراض و مرگ و میر کودکان در سه ولایت افغانستان. یونسف، ۱۹۹۶. (۴۱ صفحه).
22. فیض الله کاکر. تازه کردن وضو تان مفید است، نگهداشتن آن برای مدت زیاد مضر است (به زبان‌های انگلیسی و دری)، ۲۱ صفحه. مؤسسه صحت عامه افغانستان، می، ۱۹۹۵.
23. فیض الله کاکر. چای و صحت شما (دری). پیشاور: RACA. 1992. (32 صفحه) (قابل دسترس در کتابخانه ACKU)
24. کاکر F، کاکر SR. روش جدید گردآوری آمار حیاتی در افغانستان. گزارش نهایی به سازمان جهانی بهداشت در مورد یک پروژه آزمایشی ۱۹۹۰. خلاصه آن همچنین در: یک روش جدید گردآوری آمار در افغانستان. صورت جلسه‌های RACA، ۴ – ۶ اوت، ۱۹۹۱.
25. فیض الله کاکر، هرستنگ S، هندرسون MM، تورنکویست M. شکر خوراکی و مرگ و میر سرطان سینه: شواهد همه‌گیرشناختی. ژورنال تغذیه کلینیکی، 9 (2): ۶۸ – ۷۱، ۱۹۹۰.
26. فیض الله کاکر، تورنکویست M، کلین R و دیگران. تأثیر شکر خوراکی و ضد اکسیداسیون‌های خوراجی بر رشد تومور پستان، کشنده بودن در موش BALB/c. ژورنال تغذیه کلینیکی، 9 (2): ۶۲ – ۶۷، ۱۹۹۰.
27. پرنتیک RL، فیض الله کاکر، هرستنگ S و دیگران. ابعاد علت وضعیت صحی زنان. ژورنال مؤسسه ملی سرطان، ۸0 (11): ۸۰۲–۸۱۴، ۱۹۸۸.
28. فیض الله کاکر، ویس N، سترایت اس. استافده از استروژن غیر-کانتراسپتف و خطر مرض سنگ صفرا در زنان، ژورنال سلامت عامه آمریکا (۷8 (5): ۵۶۴ – ۵۶۶، ۱۹۸۸.
29. فیض الله کاکر، ویس N، استرایت اس. استفاده از تیازاید و خطر کوله‌سیستکتومی در زنان. ژورنال همه‌گیرشناسی آمریکا، ۱۲4 (3): ۴۲۸ – ۴۳۳، ۱۹۸۶.
30. فیض الله کاکر، هندرسن MM. عوارض جانبی زهری بالقوه فولیک اسید. ژورنال مؤسسه ملی سرطان، ۷۴:۱، ۱۹۸۵.
31. فیض الله کاکر، هندرسن MM. رژیم غذایی و سرطان سینه. ژورنال تغذیه کلینیکی، 4 (4): ۱۱۹–۱۳۰، ۱۹۸۵.